# Vilalleons (Osona)
Vilalleons es una localidad que forma parte del municipio de San Julián de Vilatorta, en la comarca de Osona, provincia de Barcelona, Cataluña (España). Se accede a ella por la carretera local BV-5202 que parte de San Julián de Vilatorta. 
Su población a 1 de enero de 2010 era de 128 habitantes (61 varones y 67 mujeres).

## Historia
El topónimo aparece documentado por primera vez en el año 927 con la forma Villa Leonis. Se tienen noticias de la iglesia de Santa María de Vilalleons desde principios del siglo XI.
Hacia mediados del siglo XIX, el lugar, por entonces con ayuntamiento propio, tenía contabilizada una población de 227 habitantes. Aparece descrito en el decimoprimer volumen del Diccionario geográfico, estadístico, histórico, biográfico, postal, municipal, marítimo y eclesiástico de España y sus posesiones de ultramar de Pablo Riera y Sans con las siguientes palabras:

VILALLEONS.—P. R. con ayunt. Cuenta con 227 hab. y 60 edif., de los que 19 están inhabitados.-Org. civ. Corresponde á la prov. de Barcelona, al dist. de Vich para las elecciones de diputados provinciales y al de Castelltersol para las de Córtes. -Org. mil. C. G. de Cataluña y G. M. de Barcelona. -Org. ecle. Pertenece á la dióc. de Vich, al arciprestazgo Mayor y tiene una iglesia parroquial, bajo la advocación de Santa María, cuyo curato es de la categoría de entrada. —Org. jud. Se halla adscrito al part. jud. de Vich y á las aud. de lo criminal y territ. de Barcelona, distando 5 k. de la primera de dichas pob. y 61 de la última. -Org. econ. Para el pago de sus impuestos depende de la Delegacion de Hacienda de su prov.-S. púb. Recibe y expide la corr. por la A. de Granollers á San Juan de las Abadesas, estacion y esf. de Vich, y pt. de San Saturnino de Osormort. -Ob. púb. y med. de com. Para verificar sus transportes y sostener sus relaciones con las pob. limítrofes, cuenta con diferentes caminos vecinales, en regular estado de conservacion. -Ins. púb. Costeada de fondos del municipio hay una escuela, para los dos sexos, perfectamente atendida y á la que asiste un regular número de alumnos. Art., of., ind. La ind. que más domina en el que nos ocupa es la agrícola, y por algunos de sus moradores se ejercen todas aquellas profesiones y of. mecánicos de mayor necesidad. - Pob. Los edif. de que está formado el que nos ocupa, aparecen distribuídos en pequeños grupos por todo el tér. municipal, sin que por lo tanto formen calles ni plaza alguna. En cuanto á su construccion, es tosca y desagradable en el interior de todo el caserío, Puesto que, entregados á las faenas agrícolas todos sus propietarios, apenas si se han cuidado más que de tener un local donde cobijarse, al mismo tiempo que el ganado de labor que le secunda en sus rudas tareas. La casa consistorial é iglesia parroquial, nada de notable ofrecen, pero responden á las necesidades de sus destinos respectivos. El vecindario en general está perfectamente abastecido de aguas para todos los usos, y celebra la principal festividad el día del Patrono del pueblo.-Sit. geog. y top. En terreno montañoso y árido, disfrutando de buena ventilacion y clima sano, encuéntrase situado el que nos ocupa, cuyo tér, municipal confina por los cuatro puntos cardinales, con los de San Saturnino de Osormort, San Martin de Riudeperas, y Taradell; comprendiendo en su jurisdiccion varios montes, en regular estado de poblacion, de los que unos pertenecen al comun de vec. y á propiedad particular otros. El terreno es de mediana calidad y las prod. consisten en cereales, legumbres , hortalizas, frutas y pastos; se elabora vino y aceite; se mantiene ganado de varias clases, y hay caza de pelo y pluma.
(Riera y Sans, 1887, p. 243)

El municipio de Vilalleons desapareció de cara al censo de España de 1950, al incorporarse al de San Julián de Vilatorta el 22 de febrero de 1946.

## Demografía
| Gráfica de evolución demográfica de Vilalleons entre 1842 y 1940 |
| |
| Población de derecho según los censos de población del INE. Población de hecho según los censos de población del INE.Entre el censo de 1950 y el anterior, este municipio desaparece porque se integra en el municipio San Julián de Vilatorta. |

## Lugares de interés
- Iglesia de Santa María de Vilalleons, de estilo románico con retablos góticos que fueron destruidos por los franceses en 1654 y restaurados posteriormente.
- Santuario de Puiglagulla, al sur del antiguo término municipal y en el límite con el de Vildráu, construido en el siglo XVII, después de la destrucción de la iglesia de Santa María.